# Ophisurus serpens
Il serpente di mare o pesce serpente (Ophisurus serpens Linnaeus, 1758) è un pesce anguilliforme della famiglia Ophichthidae.

## Habitat e distribuzione
Reperibile nell'Oceano Atlantico orientale, dalla penisola Iberica settentrionale al Sudafrica, nell'Oceano Indiano occidentale dal Mozambico al Sudafrica, nell'Oceano Pacifico occidentale dal Giappone all'Australasia e nel Mar Mediterraneo occidentale, su fondali mobili o sabbiosi da 100 a 300 metri di profondità.

## Descrizione
Corpo di forma allungata, serpentiforme, di colore verde-grigio, argentato sul ventre. Pinna dorsale e pinna anale sottili, terminanti alla base del peduncolo caudale, bordate in nero. Muso allungato, con occhi relativamente piccoli, bocca larga con una singola fila di denti. Lungo da 150 a 250 centimetri con un diametro di non più di 5 centimetri.

## Comportamento
Vive infossato tranne che per la testa, seppellendosi piuttosto rapidamente se minacciato.

## Alimentazione
È una specie carnivora, piuttosto aggressiva.